# Ван Леннеп, Якоб
Якоб ван Леннеп (нидерл. Jacob van Lennep; 24 марта 1802[…], Амстердам — 25 августа 1868[…], Остербек, Гелдерланд) — голландский писатель

, поэт, переводчик, журналист, литературный критик, политик и юрист; доктор права, член Нидерландской королевской академии наук.

## Биография
Якоб ван Леннеп родился 24 марта 1802 года в Амстердаме, где его отец — учёный и поэт Давид Якоб ван Леннеп (1774–1853) был профессором красноречия и классических языков в Атенеуме. Лето мальчик с отцом проводили в Huis te Manpad. Леннеп получил степень доктора права в Лейденском университете, а затем стал адвокатом в родном городе.
Поэтическим дебютом ван Леннепа на литературном поприще стали переводы Джорджа Гордона Байрона, страстным поклонником которого он был, а в 1826 году он опубликовал сборник оригинальных «Академических идиллий» («Academische Idyllen»), имевших некоторый успех у читателей.
Настоящую популярность Якоб ван Леннеп приобрёл в 1928 году после публикации двухтомника «Легенды Нидерландов» («Nederlandsche Legenden»), где были воспроизведены, в манере Вальтера Скотта, некоторые из наиболее волнующих событий в ранней истории его отечества. Ещё большую известность ему принесли патриотические песни времен Бельгийской революции и комедии «Деревня у границ» («Het Dorp aan de Grenzen»; 1830) и «Деревня без границ» («Het Dorp over de Grenzen»; 1831), которые также имели отношение к политическим событиям 1830 года, которые привели к отделению Южных провинций от Объединённого королевства Нидерландов и возникновению независимого Королевства Бельгия.

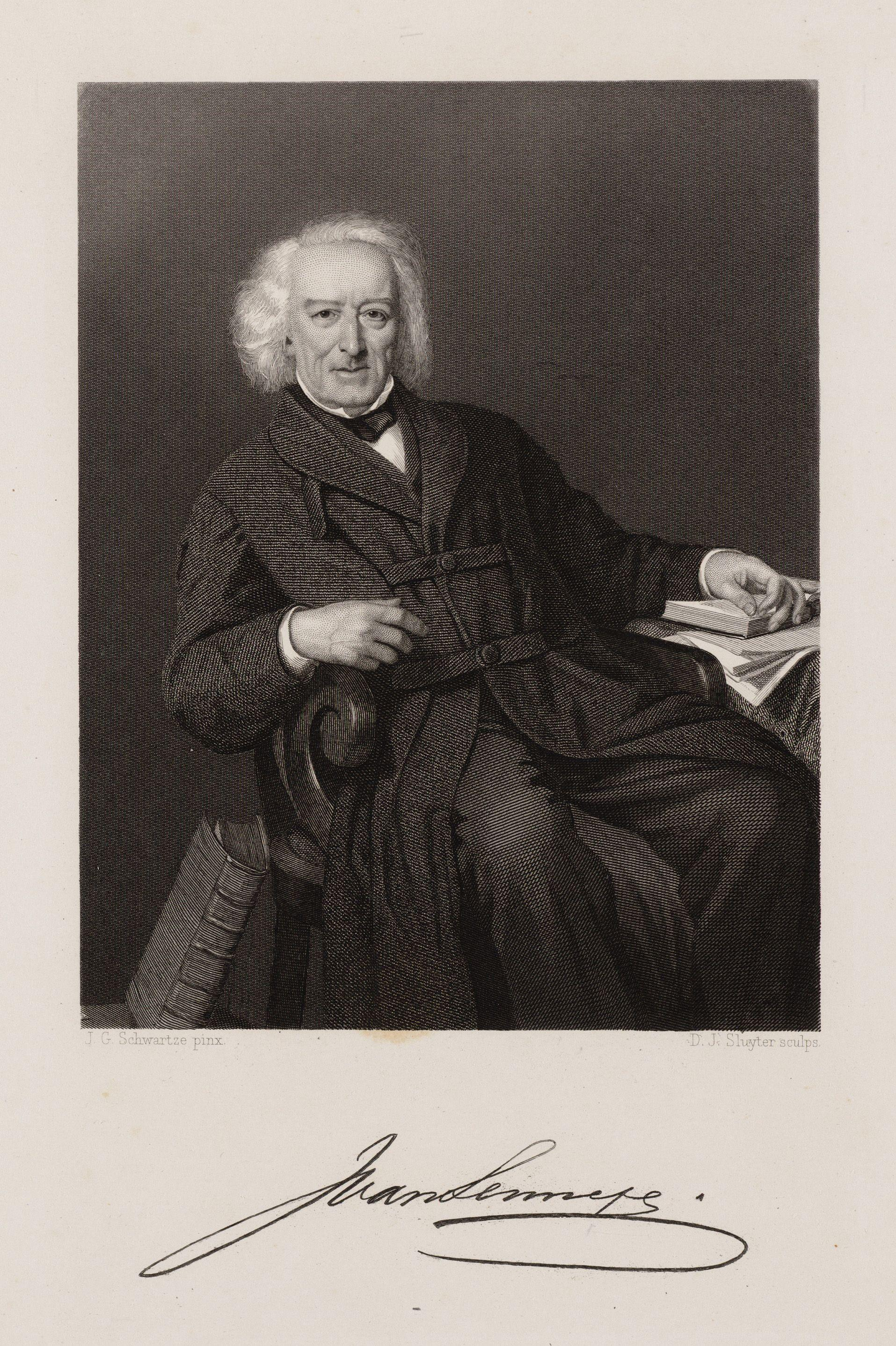
Якоб ван Леннеп

В 1832 году он стал членом Королевского института, который позже стал Королевской нидерландской академией искусств и наук.
В 1833 году он сделал новый шаг в литературе, опубликовав  издав роман «Усыновленный сын» — первый из серии исторических романов в прозе, которые принесли ему в Нидерландах положение, в чем-то аналогичное положению сэра Вальтера Скотта в Великобритании. Ван Леннеп был неутомимым журналистом и литературным критиком, автором множества драматических произведений и издания произведений Вондела.
Помимо этого, в течение нескольких лет ван Леннеп занимал должность судьи, а с 1853 по 1856 год он был членом Второй палаты голландского парламента, где относился к консервативной партии.
Якоб ван Леннеп скончался 25 августа 1868 года в деревушке Остербек в коммуне Ренкюм в провинции Гелдерланд, примерно в 5 километрах к западу от города Арнема.